# Glyphidocythere funafutiensis
Glyphidocythere funafutiensis is een mosselkreeftjessoort uit de familie van de Paradoxostomatidae. De wetenschappelijke naam van de soort is voor het eerst geldig gepubliceerd in 1910 door Chapman.